# Cani Fernández Vicién
Cani Fernández Vicién (Cartagena, 1963) és una advocada espanyola que actualment exerceix com a presidenta de la Comissió Nacional dels Mercats i la Competència (CNMC) des del juny del 2020.
Descrita com "una de les expertes més grans en dret comunitari", Fernández Vicién és sòcia de l'àrea de Dret de la Competència del bufet d'advocats Cuatrecasas, bufet en què ha treballat des dels anys 90, sent la segona sòcia a incorporar-se a aquest. Breument, el 2020, es va incorporar com a assessora al Gabinet de la Presidència del Govern d'Espanya, fins al seu nomenament com a presidenta de la CNMC.

## Trajectòria
Fernández Vicién va néixer a Cartagena el 1963. És filla de pares aragonesos i es va llicenciar en Dret per la Universitat de Saragossa el 1986. Així mateix, compta amb un màster en Dret de la Unió Europea per la Universitat Lliure de Brussel·les. Parla anglès i francès.
A principis dels 90 es va traslladar a Luxemburg, sent lletrada al Tribunal de Justícia de la Unió Europea (TJUE) entre 1994 i 1997, i també ha estat professora a la Universitat Carles III de Madrid des de 2001, i posteriorment al Barcelona Graduate School of Economics (BGSE) i al Tolosa School of Economics. Després del seu pas pel TJUE, va entrar al bufet Cuatrecasas, on ha desenvolupat des de llavors gran part de la seva vida professional, arribant a dirigir l'oficina del bufet a Brussel·les i el grup de dret comunitari.
Dins del bufet, ha participat en importants operacions, com l'opa d'Endesa per part d'Enel i Acciona, la venda d'Agbar a Suez, o la venda de Canal+ al Grup Prisa. Un dels processos als quals més temps va dedicar va ser al de les clàusules sòl de les hipoteques, representant Banco Popular, perdent el cas. També va ser una de les assessores legals d'Uber davant la justícia europea.
També va defensar Volkswagen en el cas del càrtel de cotxes i concessionaris que va desfer la CNMC el 2015, i la paperera Saica per un altre cas de col·lusió al sector, així com Mediaset en la investigació de conductes anticompetitives al mercat publicitari per part del grup i Atresmedia.
L'any 2018 va rebre el premi Outstanding Contribution to the Legal Profession.
A principis del 2020 va demanar una excedència al bufet després de ser elegida pel president Pedro Sánchez per integrar-se a l'equip d'assessors del Gabinet de la Presidència del Govern, dirigit per Iván Redondo.
El maig de 2020 va ser proposada pel govern de Pedro Sánchez com a presidenta de la Comissió Nacional dels Mercats i la Competència (CNMC), en substitució de José María Marín Quemada. Després de superar l'avaluació de la Comissió d'Afers Econòmics del Congrés dels Diputats, va ser nomenada pel Consell de Ministres a mitjans de juny de 2020.